# Keswick
Keswick é uma cidade e paróquia civil do distrito de Allerdale, no Condado de Cúmbria, na Inglaterra. Sua população é de 4.806 habitantes (2015).